# جان ام لانج
جان مایکل "مایک" لانج (به انگلیسی: John Michael "Mike" Lounge) فضانورد اهل ایالات متحده آمریکا است که در ۲۸ ژوئن ۱۹۴۶ میلادی در دنور، کلرادو زاده شد. وی در مأموریت اس‌تی‌اس-۵۱-I، اس‌تی‌اس-۲۶، اس‌تی‌اس-۳۵ حضور داشته است.